# العلاقات التشيلية المالطية
العلاقات التشيلية المالطية هي العلاقات الثنائية التي تجمع بين تشيلي ومالطا.

## مقارنة بين البلدين
هذه مقارنة عامة ومرجعية للدولتين:
| وجه المقارنة                                              | تشيلي                         | مالطا                                                     |
| --------------------------------------------------------- | ----------------------------- | --------------------------------------------------------- |
| المساحة (كم2)                                             | 756.10 ألف                    | 316                                                       |
| عدد السكان (نسمة)                                         | 17.37 مليون                   | 465.29 ألف                                                |
| الكثافة السكانية (ن./كم²)                                 | 22.97                         | 147.24 ألف                                                |
| العاصمة                                                   | سانتياغو                      | فاليتا                                                    |
| اللغة الرسمية                                             | اللغة الإسبانية               | اللغة المالطية، لغة إنجليزية                              |
| العملة                                                    | بيزو تشيلي، وحدة حساب تشيلية ‏ | يورو، ليرة مالطية                                         |
| الناتج المحلي الإجمالي (بليون دولار)                      | 277.08 مليار                  | 12.54 مليار                                               |
| الناتج المحلي الإجمالي (تعادل القوة الشرائية) بليون دولار | 419.39 مليار                  | 14.68 مليار                                               |
| الناتج المحلي الإجمالي الاسمي للفرد دولار أمريكي          | 13.42 ألف                     | 22.60 ألف                                                 |
| الناتج المحلي الإجمالي للفرد دولار أمريكي                 | 22.07 ألف                     |                                                           |
| مؤشر التنمية البشرية                                      | 0.832                         | 0.839                                                     |
| رمز المكالمات الدولي                                      | +56                           | +356                                                      |
| رمز الإنترنت                                              | .cl                           | .mt                                                       |
| المنطقة الزمنية                                           | 00، 00، 00، 00                | توقيت وسط أوروبا، ت ع م+01:00، ت ع م+02:00، أوروبا/مالطا ‏ |

## منظمات دولية مشتركة
يشترك البلدان في عضوية مجموعة من المنظمات الدولية، منها:
| علم المنظمة | اسم المنظمة                               | تاريخ انضمام تشيلي | تاريخ انضمام مالطا |
| ----------- | ----------------------------------------- | ------------------ | ------------------ |
|             | يونسكو                                    | 7 يوليو 1953       | 10 فبراير 1965     |
|             | وكالة ضمان الاستثمار متعدد الأطراف        | 12 أبريل 1988      | 12 سبتمبر 1990     |
|             | الأمم المتحدة                             | 24 أكتوبر 1945     | 1 ديسمبر 1964      |
|             | الفريق المعني برصد الأرض                  | ?                  | ?                  |
|             | الاتحاد البريدي العالمي                   | ?                  | ?                  |
|             | البنك الدولي للإنشاء والتعمير             | 31 ديسمبر 1945     | 26 سبتمبر 1983     |
|             | المنظمة الهيدروغرافية الدولية             | ?                  | ?                  |
|             | الاتحاد الدولي للاتصالات                  | 1908               | 1965               |
|             | منظمة حظر الأسلحة الكيميائية              | ?                  | ?                  |
|             | مؤسسة التمويل الدولية                     | 15 أبريل 1957      | 1 يونيو 2005       |
|             | المركز الدولي لتسوية المنازعات الاستشارية | 24 أكتوبر 1991     | 3 ديسمبر 2003      |
|             | منظمة التجارة العالمية                    | ?                  | ?                  |
|             | منظمة الشرطة الجنائية الدولية             | ?                  | ?                  |

## وصلات خارجية
- موقع وزارة الخارجية التشيلية
- موقع وزارة الخارجية المالطية